# Língua siwu
Siwu é uma língua Atlântico-Congolesa falado na parte central montanhosa da região Volta de Gana. Pertence ao grupo geográfico das línguas da montanha Gana Togo (tradicionalmente chamadas de Togorestsprachen ou línguas remanescentes do Togo) do ramo das línguas cuás de línguas nigero-congolesas. Os falantes de Siwu se autodenominam Mawu e sua terra Kawu.

## Geografia e demografia
Siwu é falado em um total de oito aldeias espalhadas nas montanhas ao norte de Hohoe. As estimativas do número total de falantes variam entre 10 mil e 23 mil. Kawu é dividido em Akpafu (oeste) e Lolobi (leste), correspondendo a uma divisão dialetal. As cinco cidades de Akpafu são Tɔdzi, Ɔdɔmi, Mempeasem, Sɔkpoo e Adɔkɔ. Eles estão todos a cerca de 8 quilômetros um do outro enquanto o pássaro voa, com os três primeiros agrupados no lado oeste da cordilheira de Akpafu e os dois últimos no lado oposto dessa cordilheira. As três cidades Lolobi Kumasi, Ashiambi e Huyeasem estão muito mais próximas umas das outras; eles estão localizados na área menos montanhosa a nordeste de Hohoe.
Os falantes de Siwu são camponeses, com a maioria deles tendo vários pequenos lotes de terra a uma curta distância (30 minutos - 2 horas) onde cultivam arroz, cacau, milho, mandioca, inhame, banana e algumas outras colheitas. O milho e a mandioca são introduções relativamente recentes, enquanto o arroz é cultivado desde tempos imemoriais. A espécie indígena de arroz de terras altas (Oryza glabberima) é muito próxima da identidade Mawu. Os homens às vezes trabalham em cidades vizinhas, enquanto as mulheres vendem produtos agrícolas nos mercados.
Os Mawu se orgulham de uma indústria siderúrgica nativa que prosperou por séculos, mas que finalmente entrou em colapso no final do século XIX devido, pelo menos em parte, ao influxo de aço europeu produzido a baixo custo. Restos de atividades de escavação e forjamento de ferro ainda podem ser vistos em Akpafu-Tɔdzi, a cidade mais antiga de Mawu e a única que ainda está no topo da montanha.

## Classificação
Siwu tem sido tradicionalmente agrupado com cerca de doze outras línguas geograficamente isoladas na área sob o título “Línguas da montanha Gana–Togo” (anteriormente Togorestsprachen ou 'Línguas remanescentes do Togo'), embora tenha sido observado que este agrupamento baseia-se mais em algumas considerações tipológicas e demográficas amplas do que em pesquisas comparativas completas (conf. Blench 2001). Nunca foi contestado, no entanto, que a língua faz parte do ramo Kwa do Níger-Congo, a maior família linguística da África. Dentro das línguas montanhosas Gana-Togo, os parentes mais próximos de Siwu são Lεlεmi (Buem), Sεlε (Santrokofi) e Sεkpεlε (Likpe); com Siwu, essas línguas formam um grupo que tem sido chamado de grupo Buem (Heine 1969). Ikpana (Logba) é um pouco mais distante tanto geograficamente quanto linguisticamente.

## Características
Os primeiros vestígios publicados de Siwu (Akpafu) datam da década de 1890, quando missionários alemães e também oficiais coloniais começaram a explorar o interior de seu protetorado Togolândia. Em um estudo etnográfico inicial da área mais ampla (conf. Plehn 1898), encontramos o que provavelmente são os primeiros textos Siwu a aparecer impressos: duas canções e um pouco de vocabulário relacionado a casas e edifícios. Desde então, fragmentos foram publicados aqui e ali, mas em geral Siwu permanece não sendo escrita.
As primeiras fontes alemãs além de Plehn são Seidel (1899), Funke (1920) e Westermann (1922). Um importante trabalho linguístico foi feito na década de 1970 por Kevin Ford em colaboração com Robert Iddah, um falante de Lolobi, mas a maior parte permanece inédita (Ford & Iddah 1973, 1987). Nos últimos anos, um esboço de fonologia e morfossintaxe foi preparado no GILLBT por Andy Ring e associados. Além disso, algum material linguístico pode ser encontrado em várias publicações de Kofi Agawu sobre a etnomusicologia de Northern Ewe e Akpafu.
Siwu tem sete vogais orais e cinco nasais. Várias línguas da região têm sistemas de 8 ou 9 vogais com alguma forma de harmonia vocálica. Em Siwu, os prefixos de classes nominais não se harmonizam, mas internamente à raiz há algumas restrições nas co-ocorrências vocálicas, atestando a presença anterior de um sistema de harmonia vocálica cruzada (conf. Ford 1973). Siwu é uma linguagem tonal com três tons de nível na superfície: Alto, Médio, Baixo. A carga funcional do tom é alta tanto no léxico (pares mínimos) quanto na gramática (tempos marcados pelo tom).
A ordem constituinte básica em Siwu é sujeito-verbo-objeto. A língua tem um elaborado sistema de classificação de substantivos, com cerca de 9 pares de prefixos no singular/plural e uma classe para substantivos de masssa. A concordância com essas classes de substantivos geralmente aparece no verbo e nos numerais de 1 a 7, parentescos e demonstrativos

## Escrita
| a | b | d | dz | ɖ | e | ɛ | f | g | gb | ɣ  | h | i | k | kp |
| l | m | n | ny | o | ɔ | p | r | s | t  | ts | u | v | w | y  |

## Amostra de texto
Pai Nosso
9.	Ne ɔso si mito mikparama kayi ne, miɣɛ sɔ, ‘Bo Ɔse gɔ i kato, tã marɔ fɔ iyere sɛɛ.
10.	Fɔ sigara iɖe si siba i bo ndɛ̃. Maabara fɔ kuɖɔɛ i kayiiso lɛ kumɛgɔ masɛ mabara i kato.
11.	Tã bo nɔme ikpɛnɛ aɖera.
12.	Su bo akpi tsɛ bo lɛ kumɛgɔ bosɛ bosu botsɛ mma loɣɛrɛ bo.
13.	Daatã sɔ boabo i kalakanyɔ ame, ɣɛɛ ɖi bo bɔrɛgu i ikpi ame. Ala fɔ ɔkpɛ nɖe sigara iɖe gu ɔlegu ikpawaĩ ɔwi ɔɖuɖu Amem.
Português
9.	9. Assim, pois, orai: Pai nosso que estás nos céus, santificado seja o teu nome.
10.	10. Venha o teu reino. Seja feita a tua vontade assim na terra como no céu.
11.	11. Dá-nos hoje o pão nosso de cada dia.
12.	12. E perdoa-nos as nossas dívidas, assim como perdoamos aos nossos devedores.
13.	13. E não nos deixes cair em tentação, mas livra-nos do mal, porque teu é o reino, o poder e a glória para sempre. <ref>[Amém.https://www.bible.com/bible/1/MAT.6.kjv]<ref.]

## Blbliografia
- Dingemanse, Mark (2011). The Meaning and Use of Ideophones in Siwu (PDF). [S.l.: s.n.]
- Blench, Roger. 2001/2006. Comparative Central Togo: what have we learnt since Heine? Unpublished Ms., Cambridge.
- Ford, Kevin C. 1973. ‘On the loss of cross-height vowel harmony’, Research Review (IAS, University of Ghana), 4:50-80.
- Ford, Kevin C. and Robert K. Iddah. 1973. A Grammar of Siwu. Unpublished Ms., Legon, Ghana.
- Ford, Kevin C. and Robert K. Iddah. 1987. 'Conjunction in Siwu' Ed. Kofi K. Saah and Mary Esther Kropp Dakubu. Papers in Ghanaian Linguistics, 18-36.
- Heine, Bernd. 1968. Die Verbreitung und Gliederung der Togorestsprachen. Berlin: Reimer.
- Heine, Bernd. 1969. Die Konsonanten des Proto-Buem. Linguistics 52:27-44.
- Iddah, R.K. 1980[1975]. ‘Siwu’, in Kropp Dakubu (ed.) West African Language Data Sheets, vol 2.
- Kropp Dakubu, M.E., and Kevin Ford. 1988. ‘The Central Togo Languages’, in Kropp Dakubu (ed.) The Languages of Gana, London: Kegan Paul International, 119-154.
- Plehn, Rudolph. 1898. ‘Beiträge zur Völkerkunde des Togo-Gebietes’, Mittheilungen des Seminars für Orientalische Sprachen, 2, part III, 87—124.
- Seidel, A., (1899) ‘Beiträge zur Kenntnis der Sprachen in Togo. Aufgrund der von Dr. Rudolf Plehn und anderen gesammelten Materialien bearbeitet’, Zeitschrift für Afrikanische und Oceanische Sprachen, 4, 201-286.
- Westermann, Diedrich H. 1922. ‘Vier Sprachen aus Mitteltogo: Likpe, Bowili, Akpafu und Adele, nebst einigen Resten der Borosprache’. Mitteilungen des Seminars für orientalische Sprachen, 25:1-59.